# Jiří Levý
Jiří Levý (8. srpna 1926 Košice – 17. ledna 1967 Brno) byl český literární teoretik, historik a teoretik překladu, syn vysokoškolského profesora romanistiky a překladatele z francouzštiny Otakara Levého.

## Biografie
Po středoškolském studiu se věnoval studiu angličtiny a češtiny na Masarykově univerzitě v Brně (PhDr. 1949). V letech 1950–1963 přednášel na Palackého univerzitě v Olomouci, od roku 1964 působil na katedře české literatury a literární vědy na brněnské univerzitě. Kandidátská práce Vývoj překladatelských metod v české literatuře (1957), habilitační práce Základní otázky teorie překladu (1958) a doktorská práce Problémy srovnávací versifikace (1963) vymezují zcela zřetelně okruh jeho badatelských zájmů. Přispíval do domácích a zahraničních vědeckých časopisů, přednášel doma i v zahraničí (Dubrovník, Varšava, Hamburk, Vídeň, Stuttgart) o problematice překládání.
V Brně zorganizoval dvě versologické konference, založil Skupinu pro exaktní metody a mezioborové vztahy. Byl členem Svazu československých spisovatelů, aktivně pracoval v překladatelské sekci Svazu českých spisovatelů, působil v mezinárodní překladatelské organizaci FIT. Byl členem redakčních rad Odeonu, časopisu Česká literatura, Dialogu, časopisu Babel a redaktorem sborníku Teorie verše.
Spolu s J. F. Fraňkem redigoval edici Český překlad. Jako první svazek této edice vyšla Levého publikace České teorie překladu (poprvé v roce 1957, SNKLU, 2. vydání 1996, Ivo Železný). České teorie překladu obsahují Levého studii Vývoj překladatelských teorií a metod v české literatuře a soubor závažných úvah českých překladatelů, kde jsou formulovány překladatelské normy od 15. století do roku 1945.
Knižní publikace Umění překladu (1. vydání 1963, 2. vydání 1983) představuje základní dílo o překládání umělecké literatury. Všímá si geneze překladu a stavby překládaného díla. Zaměřuje se hlavně na překládání poezie. Toto dílo vzbudilo pozornost v zahraničí, o čemž svědčí jeho překlady do němčiny (Die literarische Übersetzung, Theorie einer Kunstgattung, Frankfurt am Main, Athenaum 1969), ruštiny (Iskusstvo perevoda, Progress 1974), srbochorvatštiny (Sarajevo, „Svetlost“ 1982) a angličtiny (The Art of Translation, Amsterdam, John Benjamins 2011).
Nemalou pozornost věnoval Jiří Levý i teorii verše. V mnoha studiích se zamýšlí nad versologickými problémy v souvislosti s problematikou překladu (Izochronie taktů a izosylabismus jako činitelé básnického rytmu, Rytmus verše jako prostředek dramatické interpretace, Verš české lidové poezie a jejích ohlasů, Vývoj českého divadelního blankversu aj.).
Závažné jsou rovněž studie monografické, práce o T. S. Eliotovi, W. Whitmanovi, B. Jonsonovi aj. Posmrtně vyšel soubor cizojazyčných studií Paralipomena (1971) a výbor studií Bude literární věda exaktní vědou? (1971). Svůj význam měla i informativní antologie Západní literární věda a estetika (1966) a Současné divadelní překladatelství (1966).
Jméno Jiřího Levého nese soutěž pro začínající překladatele (věkový limit je 35 let), kterou od roku 1992 pořádá Obec překladatelů. Smyslem soutěže je podpořit rozvoj českého literárního překladatelství, objevit nové talenty a otevřít jim publikační možnosti. Soutěž je organizována každoročně, vždy v určitých žánrových specifikacích.